# Los cinco religiosos fusilados en Murviedro

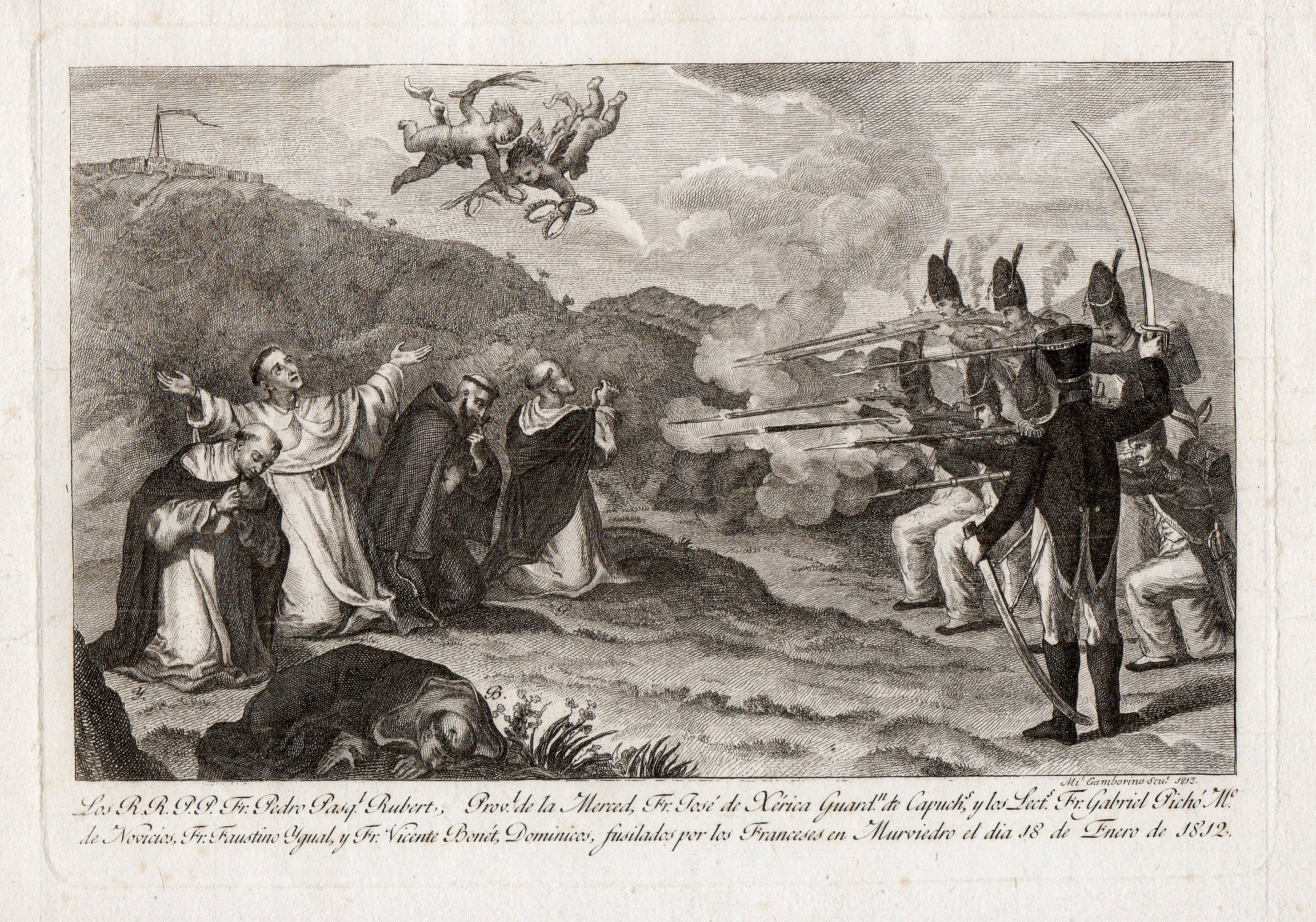
Los cinco religiosos fusilados en Murviedro, 1813.

Los cinco religiosos fusilados en Murviedro es una estampa grabada al aguafuerte y buril por Miguel Gamborino en 1813, durante la Guerra de la Independencia Española y como ilustración de un episodio de ella ocurrido en la actual Sagunto. Un ejemplar de la estampa, en hoja de 195 x 280 mm, se conserva en la Biblioteca Nacional de España, signatura IH 8193-2. También hay otro, G06022, en el Gabinete de Dibujos, Estampas y Fotografías del Museo del Prado.
El grabado, firmado «M. I. Gamborino Sculp. t 1813», lleva al pie una inscripción explicativa en ausencia de título: «Los R.R.P.P. Fr. Pedro Pasq.l Rubert., Prov.l de la Merced, Fr. José de Xérica Guard.n de Capuch.s, y los Lect.s Fr. Gabriel Pichó Mº. de Novicios, Fr. Faustino Ygual, y Fr. Vicente Benét, Dominicos, fusilados por los Franceses en Murviedro el día 18 de enero de 1812». La escena del fusilamiento se completaba con una segunda estampa titulada «Parte Seg.da de los 5 Relig.s fusilados en Murviedro», en la que soldados franceses despojan a los religiosos de sus modestas pertenencias y ultrajan sus cuerpos en presencia de un oficial que se muestra compungido, con la inscripción al pie: «Mr. Bouillet, comandante de una compañía del Regim.to 121. mostró sensibilidad en este asesinato, mandado por Suchet; pero no tuvo bas- / tante virtud para impedir que la brutal soldadesca se cebase en los despojos de estas venerables víctimas... ¡Guerra á los asesinos!...»
Los fusilamientos fueron uno de los temas presentes con cierta frecuencia en la iconografía española de la Guerra de Independencia. El grabado de Gamborino destaca entre otras representaciones semejantes porque Goya podría haberse servido de él para componer sus Fusilamientos del 3 de mayo de 1808 en Madrid, la más célebre pintura de este género en la historia del arte, con la que guarda estrechas semejanzas en la disposición general y en la actitud de las víctimas centrales, con los brazos abiertos en la postura de Cristo en la cruz.